# San Francisco de Asís (película)
San Francisco de Asís es una película dramática histórica mexicana de 1944 dirigida por Alberto Gout y protagonizada por José Luis Jiménez, Alicia de Phillips y Antonio Bravo. Retrata la vida del italiano san Francisco de Asís.
Los escenarios de la película fueron diseñados por el director de arte Manuel Fontanals.

## Reparto
- José Luis Jiménez como San Francisco de Asís.
- Alicia de Phillips como María de Quintanar.
- Antonio Bravo como Conde Hugolino.
- Carmen Molina como Sta. Clara de Asís.
- Crox Alvarado como Honorio.
- Elena D'Orgaz
- Luis Alcoriza como Fray Bernardo de Quintavalle.
- Arturo Soto Rangel como Pedro Bernardone.
- Agustín Sen como Obispo.
- Elia Ortiz como Sta. Inés de Asis.
- Roberto Cañedo
- Emilio Brillas
- Salvador Quiroz
- Ángel T. Sala
- Manolo Noriega
- Conchita Gentil Arcos
- Pepe Ruiz Vélez
- Fernando Curiel
- Francisco Pando
- Manuel Pozos
- Paco Martínez
- Humberto Rodríguez
- María Gentil Arcos
- Leonor de Martorel
- Ana Sáenz
- Carmen Cortés
- José Arratia
- Alberto A. Ferrer
- Jorge Arriaga
- María Marcos